# درخت بطری
درخت بطری(نام علمی: Brachychiton) نام یک سرده از تیره پنیرکیان است.